# Maurice Ronet
Maurice Ronet, ursprungligen Maurice Julien Marie Robinet, född 13 april 1927 i Nice, död 14 mars 1983 i Paris, var en fransk skådespelare. Han var åren 1950–1956 gift med skådespelaren Maria Pacôme och från 1980 till sin död med Josephine Chaplin. Han avled till följd av cancer.

## Filmografi i urval
- 1949 – Möte i julinatt
- 1953 – Mord i Casablanca
- 1956 – Häxan
- 1957 – Han som måste dö
- 1958 – Hiss till galgen
- 1958 – Spion M 15
- 1960 – Het sol
- 1963 – Tag mitt liv
- 1963 – Segrarna
- 1964 – Kärlekskarusellen
- 1966 – Commandos
- 1966 – De grymma åren
- 1967 – Champagne-morden
- 1968 – Histoires extraordinaires
- 1968 – Flicka i turkos bikini
- 1969 – Bassängen
- 1969 – Mannen - hustrun - älskaren
- 1971 – Ont uppsåt
- 1974 – Skottpengar
- 1977 – Dödlig vänskap (Mort d'un pourri)
- 1979 – Dödsmärkt
- 1981 – Beau-père
- 1981 – Sphinx
- 1982 – Tjallaren (La Balance)